# Монтаржил
Монтаржил (порт. Montargil)  —  район (фрегезия) в Португалии,  входит в округ Порталегре. Является составной частью муниципалитета  Понте-де-Сор. По старому административному делению входил в провинцию Рибатежу. Входит в экономико-статистический  субрегион Алту-Алентежу, который входит в Алентежу. Население составляет 2781 человек на 2001 год. Занимает площадь 296,76 км².
Покровителем района считается Санту-Илдефонсу (порт. Santo Ildefonso). 